# Gary Speed
Gary Andrew Speed, MBE (Mancot, Gales, Reino Unido, 8 de septiembre de 1969-Huntington, Inglaterra, Reino Unido, 27 de noviembre de 2011), fue un futbolista y entrenador de fútbol británico. Jugó de centrocampista y su primer equipo fue el Leeds United. Además fue jugador-entrenador del Sheffield United entre 2008 y 2010.
Llegó a ser el jugador que había disputado más partidos en la era de la Premier League inglesa, desde su creación en 1992. Antes de su muerte entrenaba a la selección de fútbol de Gales.

## Selección nacional
Fue internacional con la selección de fútbol de Gales, jugando 85 partidos internacionales y anotando 7 goles, y seleccionador de la misma entre 2010 y 2011.

## Clubes

### Como jugador
| Club                   | País       | Año       |
| ---------------------- | ---------- | --------- |
| Leeds United F. C.     | Inglaterra | 1988-1996 |
| Everton F. C.          | Inglaterra | 1996-1998 |
| Newcastle United F. C. | Inglaterra | 1998-2004 |
| Bolton Wanderers F. C. | Inglaterra | 2004-2008 |
| Sheffield United F. C. | Inglaterra | 2008-2010 |

### Como entrenador
| Club                   | País       | Año       |
| ---------------------- | ---------- | --------- |
| Sheffield United F. C. | Inglaterra | 2010      |
| Selección de Gales     | Gales      | 2010-2011 |

## Palmarés

### Títulos nacionales
| Título         | Club               | País       | Año     |
| -------------- | ------------------ | ---------- | ------- |
| First Division | Leeds United F. C. | Inglaterra | 1991-92 |
| Charity Shield | Leeds United F. C. | Inglaterra | 1992    |

## Muerte
El 27 de noviembre de 2011 Speed fue encontrado muerto en su casa cerca de la ciudad de Chester, a causa de un posible caso de suicidio por ahorcamiento. Fue incinerado en el Crematorio Pentre Bychan en Wrexham y sus cenizas entregadas a su familia.